# Yenibağyaka, Muğla
Yenibağyaka là một xã thuộc thành phố Muğla, tỉnh Muğla, Thổ Nhĩ Kỳ. Dân số thời điểm năm 2011 là 302 người.